# Masao Iizuka
Masao Iizuka (飯塚雅夫 Iizuka Masao, ? – 15. října 1944 nedaleko Formosy) byl pilotem, stíhacím esem a důstojníkem japonského císařského námořního letectva, který bojoval ve druhé světové válce v Pacifiku. Jako hlídka nad Nagumovou Kidó butai (機動部隊 ~ úderný svaz letadlových lodí) se zúčastnil útoku na Pearl Harbor. Dne 4. června 1942 během bitvy u Midway vedl stíhače z Kaga během ranního útoku na Midway, po návratu držel dopoledne hlídku nad Kidó butai a stal se jedním ze strůjců masakru VT-8 a odpoledne téhož dne byl součástí hlídky nad Hirjú, když byla tato letadlová loď napadena americkými SBD a těžce poškozena. Během bitvy u východních Šalomounů byl jedním z japonských pilotů, kteří drželi hlídku nad Rjúdžó a kteří nedokázali zabránit americkým palubním letounům v jejím potopení. Během bitvy u Guadalcanalu se 14. listopadu zúčastnil třetí hlídky nad Tanakovým konvojem.
Stal se stíhacím esem s celkem osmi uznanými sestřely, dosáhl hodnosti tai'i (大尉 ~ poručík) a padl 15. října 1944 během nájezdu TF 38 na Formosu.

## Počátek služby a Pearl Harbor
Iizuka byl absolventem 66. běhu japonské císařské námořní akademie (海軍兵学校, Kaigun heigakkó), kterou ukončil v roce 1938. V dubnu 1940 nastoupil do 34. běhu letecké akademie jako hikó gakusei (飛行学生 ~ letecký student), kterou ukončil v dubnu 1941 a stal se stíhacím pilotem. Před vypuknutím druhé světové války v Pacifiku byl přidělen na letadlovou loď Šókaku. Během útoku na Pearl Harbor 7. prosince 1941 vedl – jako čú'i (中尉 ~ mladší poručík) – třináctičlennou skupinu A6M2 Reisen/Zero ze Šókaku na hlídku nad Kidó Butai. Během této mise mu je přisuzován Reisen „EI-104“.

## Bitva u Midway
Od dubna 1942 zastával – již jako tai'i (大尉 ~ poručík) – funkci sentóki buntaičó (戦闘機分隊長 ~ velitel palubní stíhací letky) na letadlové lodi Kaga. Krátce po 4:30 dne 4. června odstartoval jako vedoucí devítičlenné sekce (čútai o třech tříčlenných šótai [小隊 ~ sekce]) Reisenů z Kaga doprovázejících bombardéry k útoku na Midway. Z útoku se v pořádku vrátilo sedm Iizukových Reisenů (osmý byl těžce poškozen a pilot zemřel po přistání, devátý sestřelili stíhači obránců). Iizuka přistál na Kaga mezi 8:40 a 8:50.
V 9:18 byla zpozorována další americká letadla, která se blížila ke Kidó Butai. Šlo o patnáct torpédonosných TBD-1 Devastator LCDR John C. Waldrona od VT-8 z USS Hornet. Iizuka se tou dobou připravoval ke startu na hlídku nad Kidó Butai (toho dne pátá hlídka z Kaga) v čele dvou tříčlenných šótai. Po zpozorování nového nebezpečí byla Iizukova formace vyslána do vzduchu v 9:20, čímž počet stíhačů z Kaga na hlídce stoupl na devět (čtvrté hlídce velel ittó hikó heisó [一等飛行兵曹 ~ četař] Akira Jamamoto). Jedním z Iizukových wingmanů byl i ittó hikó heisó Kijonobu Suzuki. Iizukova a Jamamotova šótai (tedy celkem šest letadel) se spolu se čtyřčlennou šótai ittó hikó heisó Masao Tanigučiho vrhli na přilétající Devatstatory a většinu jich sestřelili dříve, než se Devastatory přiblížily na vzdálenost potřebnou pro vypuštění torpéd Bliss-Leavitt Mark 13. Všechny TBD byly nakonec sestřeleny. Po střetnutí s VT-8 se Iizuka a jeho obě šótai zúčastnili střetu s VT-6 z USS Enterprise. Zničujícímu úderu VB-6, VS-6 a VB-3 kolem 10:25 již ale Iizuka zabránit nedokázal. Jelikož Iizukova Kaga byla po posledním americkém útoku vyřazena, přistál Iizuka (i se zbytkem hlídky) v 11:30 na poslední operační Nagumově letadlové lodi – na Hirjú.
V 16:27 odstartoval Iizuka spolu s dalšími šesti Reiseny (4 původně patřící Sórjú a 3 z Kaga) na další hlídku nad zbytkem Kidó Butai. S Iizukovou posilou stoupl počet hlídkujících stíhačů nad Hirjú na třináct. Tentokráte byli stíhači nad Hirjú rozmístěni lépe, než při dopoledním zdrcujícím útoku, ale piloti i hlídky na lodích byli unaveni. V 17:01 Hirjú zpozorovala americké SBD z Enterprise – těsně předtím, než přešly do střemhlavého letu. Iizuka se spolu s dalšími stíhači vrhl na střemhlavé bombardéry LT Earl Gallahera, které začaly přecházet do střemhlavého letu. Díky úhybnému manévru Hirjú a výkonu stíhačů se první americké vlně nepodařil ani jeden zásah. Další nalétávající bombardéry již ale Reiseny zastavit nedokázaly a Hirjú byla zasažena čtyřmi pumami. Po zničení i poslední Nagumovy letadlové lodě zůstaly hlídkující Reiseny ve vzduchu tak dlouho, dokud jim nedošlo palivo. V 19:10 Iizuka jako jeden z posledních přistál na hladině.

## Bitva u východních Šalomounů
Všechny časy jsou v GMT+11
Po bitvě u Midway byl Iizuka v červenci 1942 jmenován do funkce sentóki buntaičó (戦闘機分隊長 ~ velitel palubní stíhací letky) na Rjúdžó. V této roli se zúčastnil bitvy u východních Šalomounů 24. srpna 1942. Toho dne se před třetí hodinou odpolední k Rjúdžó přiblížila útočná vlna letounů z USS Saratoga. Když byla útočná vlna zpozorována, vyslala Rjúdžó do vzduchu svoji poslední dvojčlennou hlídku, kterou vedl Iizuka. Jeho wingmanem byl ittó hikó heisó Masateru Tomoiši, který se s Rjúdžó zúčastnil již operace AL. Střemhlavé SBD se vrhly na Rjúdžó v 15:50, ale Iizuka se spolu se svým wingmanem a ittó hikóhei (一等飛行兵 ~ námořník 1. třídy) Kendži Kotanim zaměřili na sedm TBF-1 LT Bruce L. Harwooda od VT-8, kteří se chystali zaútočit torpédy. Ačkoliv Američané letěli bez stíhacího doprovodu, Japoncům se nepodařilo sestřelit ani jeden letoun a Rjúdžó byla těžce poškozena zásahem jednoho torpéda.
Po odletu Američanů Iizuka a další japonští piloti (ke kterým se přidávali navrátilci z útoku na Guadalcanal) hlídkoval nad potápějící se lodí. V 18:10 se objevilo několik B-17E Maj Ernesta R. Manierra od 11th BG z Espiritu Santo, které následně neúspěšně zaútočily na Rjúdžó. Iizuka spolu s ittó hikó heisó Teruo Sugijamou a Tomio Jošizawou na bombardéry zaútočili a nárokovali si sestřelení jedné B-17. Ve skutečnosti ale všechny B-17 útok přežily a pouze B-17E s/n 41-2610 1st Lt. (~ nadporučík) Roberta D. Guenthera havarovala při přistání.
Bez možnosti doletět na nejbližší japonské letiště začaly japonské letouny sedat na hladinu, odkud pak jejich posádky zachránily doprovodná plavidla. Nedobrovolná koupel čekala i Iizuku.

## Bitva u Guadalcanalu
V listopadu 1942 působil tai'i Iizuka u kókútai 253 v Rabaulu. Dne 14. listopadu se zúčastnil jedné hlídkové mise nad Tanakovým konvojem (toho dne třetí hlídka nad konvojem) během bitvy u Guadalcanalu. Iizuka odstartoval z Rabaulu v 6:30 a spolu s pěti dalšími Reiseny zamířil, s mezipřistáním na Buka, nad Štěrbinu. Iizuka dorazil nad konvoj až po útoku bombardérů B-17 z Espiritu Santo. Tou dobou Tanakův konvoj proplouval Štěrbinou a nacházel se východně od ostrova New Georgia a severozápadně od Russellových ostrovů. Ve 12:45 byl konvoj zpozorován první útočnou vlnou z Guadalcanalu, kterou tvořilo 19 SBD od VMSB-132, VMSB-142 a VB-10, sedm TBF od VT-10, osm F4F od VMF-112 a čtyři P-39. Rovněž Iizuka zpozoroval blížící se Američany a začal stoupat, aby mohl zaútočit z převýšení. Osm F4F se pokusilo zastavit Reiseny (které už tou dobou měly výškovou převahu) v jejich útoku a utkalo se s nimi v čelním střetu. Reiseny se ale s F4F nezdržovaly a zaútočily na SBD, které právě útočily na konvoj. I přes snahu japonských stíhačů bylo několik lodí konvoje zasaženo. V následujícím boji si Američané nárokovali osm sestřelených Reisenů, bez vlastní ztráty. Iizuka ve své 1. šótai zůstal sám: oba jeho wingmani ittó hikó heisó Minoru Tanaka a Mejdži Hikuma byli sestřeleni a spolu s nimi i vedoucí 2. šótai. Iizuka a zbývající dva wingmani z 2. šótai se ve 13:10 otočili k návratu. Iizuka přistál na letišti Vunakanau v Rabaulu v 17:00. Přeživší japonští piloti si nárokovali dva jisté a dva nepotvrzené sestřely.